# Clan Visser 't Hooft
Jacoba Clasina (Clan) Visser 't Hooft (Velp, 1935) is bekend geworden als de 'Moeder van het Studiehuis'. Het studiehuis was een onderwijsvernieuwing die aan het eind van de twintigste eeuw deel uitmaakte van de herinrichting van de Tweede Fase in het voortgezet onderwijs. Blijvende elementen uit die vernieuwing zijn bijvoorbeeld individualisering van het onderwijs, een grotere zelfstandigheid voor de leerling, de keuze tussen vier profielen ofwel vakkencombinaties, het vak Culturele Kunstzinnige Vorming (CKV) en het profielwerkstuk.

## Loopbaan
Visser ‘t Hooft studeerde Nederlandse taal- en letterkunde aan de Universiteit van Leiden. Al tijdens haar studie werd zij docent in het voortgezet onderwijs; eerst aan het Gymnasium Haganum en het Stedelijk Gymnasium Leiden. Van 1968 tot 1984 werkte zij bij de Werkplaats Kindergemeenschap te Bilthoven als docent en conrector. De onderwijsvernieuwingen die ze tussen 1986 en 1993 doorvoerde als rectrix van het Adriaan Roland Holst College te Hilversum trokken landelijk de aandacht. Onderdelen daarvan waren onder andere de uitgestelde keuze van schooltype, een pedagogisch- didactische opzet van geleid via begeleid naar zelfstandig leren, opbouw van de leerstof in basis- en verrijkingsstof en de mogelijkheid voor leerlingen om al tijdens de les de lesstof te verwerken onder begeleiding van de docent. Deze elementen waren daarvoor voornamelijk te vinden in vrije scholen, middenscholen, Dalton- en Montessorischoolen.

## Tweede Fase
In 1992 werd ze in opdracht van het Ministerie van Onderwijs, Cultuur en Wetenschap benoemd tot adviseur Tweede Fase. Op basis van het positieve rapport van de adviseurs stemde de Tweede Kamer in met de invoering van de Tweede Fase ook al konden niet voldoende middelen voor nascholing beschikbaar gesteld worden voor nascholing van leraren en werd de invoeringstermijn geminimaliseerd. Een jaar later werd de Stuurgroep Tweede Fase geformeerd met Nel Ginjaar-Maas als voorzitter, Visser ‘t Hooft als vicevoorzitter en hoogleraar Wijnand Wijnen als een van de leden. De nieuwe Tweede Fase in 1998 ingevoerd ondanks de genoemde ongunstige voorwaarden. In 2008 bekritiseerde de Commissie Dijsselbloem op basis van een parlementair onderzoek de invoering van een aantal onderwijshervormingen, onder andere van de Tweede Fase. Toch is de meer zelfstandige rol van de leerling en individualiserende tendens in het onderwijs onontkoombaar gebleken onder andere door de opkomst van de sociale en andere media.
Van 2004 – 2007 was Visser 't Hooft voorzitter van de Begeleidingscommissie van de Cultuurprofielscholen. Andere taken omvatten het voorzitterschap van de Adviesraad Cito, Vrouwen in Onderwijsmanagement en van het Stichtingsbestuur van Shapers of Education. Daarnaast was Visser 't Hooft lid van de Programmaraad Jeugdeducatie Teleac/NOT, de Adviesraad NAB-MVT en de Adviesraad Lica.